# Literaturny kritik
Literaturny kritik (russisch Литературный критик, wörtlich: „Der Literaturkritiker“) war eine russisch-sowjetische Monatszeitschrift für Literaturtheorie und -kritik, die von 1933 bis 1940 in Moskau erschien. Die Zeitschrift Literaturny kritik wurde ab Juni 1933 vom Organisationskomitee des sowjetischen Schriftstellerverbandes herausgegeben und musste sein Erscheinen auf Weisung des Zentralkomitees der KPdSU im November 1940 einstellen. Ein auch in Westeuropa prominenter Mitarbeiter des Literaturny kritik war Georg Lukács, der seit 1933 in Moskau im Exil lebte.

## Redaktion und Autoren
Ein Impulsgeber zur Gründung der Zeitschrift war Anatoli W. Lunatscharski. Als verantwortlicher Redakteur der Zeitschrift war Pawel F. Judin tätig. Eine Abteilung leitete Jelena Ussijewitsch und ebenfalls als Redakteur arbeitete Igor Alexandrowitsch Satz.
Die wichtigsten Autoren waren Georg Lukács, Michail A. Lifschitz, Georgij M. Fridlender, Wladimir R. Grib, Franz P. Siller und Mark M. Rosental.

## Inhaltliche Ausrichtung
Die sowjetische Literaturpolitik vollzog Anfang der 1930er Jahre einen Richtungsschwenk: Die bisherige politisch-ideologische Gängelung nicht-proletarischer Schriftsteller durch die Russische Assoziation proletarischer Schriftsteller (RAPP) wurde zugunsten eines nun klassenübergreifenden sozialistischen Realismus aufgegeben. Das offizielle Kalkül war offenbar, nicht-proletarische Schriftsteller nicht mehr in eine Opposition zur jungen Sowjetunion zu drängen, sondern sie in den neuen Staat einzubinden und ihre Kompetenzen für die Verbesserung der sowjetischen Literatur zu nutzen.

### Rezeption eines kulturellen Erbes
Aus dieser politischen Prämisse stellte sich die Zeitschrift Literaturny kritik die Aufgabe, mithilfe der Rezeption weltanschaulich nicht einwandfreier Schriftsteller und Literatur (kulturelles Erbe) eine sozialistische Ästhetik zu begründen. So wurden die Werke von Balzac, Goethe, Puschkin, Shakespeare, Tolstoi und noch weitere Werke als klassische Vorbilder für sowjetische Schriftsteller vorgestellt.

### Zurücknahme klassenkämpferischer Dogmen
Die von Stalin verfügte Auflösung der RAPP forcierte der Literaturny kritik mit einer Kampagne gegen diejenigen Literaten, die die Klassenzugehörigkeit eines Schriftstellers für das entscheidende Kriterium für gute Literatur hielten (Kampagne gegen den sogenannten „wulgarny soziologism“, dt.: „undialektischer oder Vulgärsoziologismus“).
Die offiziell gewünschte Abkehr von zu engen klassenkämpferischen Dogmen nutzte die Redaktion für theoretisch anspruchsvolle Erörterungen über Literaturgeschichte, Literaturtheorie und ästhetischer Theorie allgemein. Hervorzuheben sind:
- Die Diskussion über den Roman[8]
- Die russische Übersetzung von Teilen der Hegelschen Ästhetik[9]
- W. Goffenschefer: „Sudby nowelly“ (in Literaturny kritik (1935) Nr. 6)
- Aufsätze über Balzac von V. Grib
- Aufsätze über Kant von L. Spokojnij
- Aufsätze über Bergson von L. German
- Aufsätze über Aristoteles’ Dramentheorie von I. Al’tman
- Aufsätze über den russischen Realismus und der dazugehörigen russischen Literaturkritik des 19. Jahrhunderts
- die Literaturtheorie Georg Lukács'
- die Diskussion über Weltanschauung und Methode (deren theoretische Bedeutung allerdings fraglich ist s. u.)

### DieDiskussion über Weltanschauung und Methode
In den Jahren 1933 bis 1935 wurde unter sowjetischen Literaturtheoretikern und -kritikern darum gestritten, in welchem Maße die Klassenzugehörigkeit eines Schriftstellers die Qualität seiner Literatur determiniere. Der Literaturny kritik veröffentlichte wichtige Beiträge zu dieser damals sogenannten Diskussion über Weltanschauung und Methode. Die Redaktion vertrat als eigene Position die Ansicht, dass ein Schriftsteller auch trotz (russ.: wopreki) einer „falschen“ Weltanschauung gute Literatur schaffen könne und begründete damit den sogenannten Woprekism. Sie konnte sich gegen den sogenannten Blagodarism durchsetzen, demzufolge einem Schriftsteller immer nur dank (russ.: blagodarja) einer proletarischen Weltanschauung gute Literatur gelinge. Obgleich viel beachtet und mit nicht geringem argumentativem Aufwand betrieben, kann der Diskussion keine große literaturtheoretische Bedeutung beigemessen werden. Sie erscheint vielmehr spitzfindig und vor allem literaturpolitisch bedeutsam. Die Redaktion des Literaturny kritik kann sich mit ihrem Woprekism durchsetzen, weil dieser auf der Linie des offiziellen Anliegens liegt, auch solche Schriftsteller als Produzenten „guter“ sowjetischer Literatur zu nutzen, deren Weltanschauung (noch) nicht zweifelsfrei „proletarisch“ ist.

## Georg Lukács im Literaturny kritik
Lukács war als Partei-Kommunist und marxistischer Theoretiker im deutschsprachigen Moskauer Exil der 1930er und 1940er Jahre aktiv. Er veröffentlichte zahlreiche literaturtheoretische Aufsätze – zumeist in deutscher, selten in ungarischer Sprache. Da er des Russischen nicht mächtig war, mussten diejenigen seiner Aufsätze, die im Literaturny kritik erschienen, von Dritten ins Russische übersetzt werden. Bei der Übersetzung wurden oft wichtige Textpassagen weggelassen, so dass zu bemerken ist, dass Lukács’ damalige Kritik an der zeitgenössischen sowjetischen Literatur und am offiziellen sozialistischen Realismus hauptsächlich von der Veröffentlichung im Literaturny kritik ausgeschlossen blieb.
Lukács’ literaturtheoretische Position der 1930er Jahre ist innerhalb des Literaturny kritik im Wesentlichen in den beiden Artikeln „K probleme objektiwnosti chudoschestwennoi formy“ und „Rasskas ili opisanije“ festgehalten. Es handelt sich bei den beiden Artikeln um Übersetzungen des 1934 verfassten Aufsatzes „Kunst und objektive Wahrheit“ und des 1936 verfassten Aufsatzes „Erzählen oder Beschreiben“.
Aus Lukács’ Gedanken spricht die in der Hegelschen Ästhetik aufgestellte Norm, dass ein Kunstwerk das Wesen eines abzubildenden Gegenstands zur Erscheinung bringen soll. Lukács ist für eine realistische „Widerspiegelung“ der Wirklichkeit durch Literatur – allerdings nicht in der Art eines fotografischen Schnappschusses: Er kritisiert das naturalistische Verfahren für die Absicht, in Form einer „Beschreibung“ ein detailgetreues Abbild eines Wirklichkeitsausschnitts unter Absehung seiner zeitbedingten Veränderlichkeit herzustellen. Um hinter der oberflächlichen Erscheinung von Dingen deren wesentlichen Zusammenhang zu begreifen, bedarf es nach Lukács’ Verständnis der Methode dialektischen Denkens, welches seine Gegenstände in ihrem Werden und Vergehen und in der Wechselwirkung mit ihrer Umgebung zu begreifen versucht. Der naturalistische Ansatz müsse um Dialektik bereichert werden, wenn Literatur Realität nicht nur oberflächlich, als beziehungslose Anhäufung von Dingen, sondern ihrem Wesen nach begreifen soll. Nur unter dieser Voraussetzung sei eine – im marxistischen Sinne – konkrete Widerspiegelung der Wirklichkeit möglich. Dagegen sieht Lukács im naturalistischen Beschreiben die Gefahr, dass Lebendiges zum toten Ding erstarrt. Naturalismus fasst Lukács als eine Erscheinung des Niedergangs der bürgerlichen Kultur auf, die in ihrem Niedergang dem Leben selbst gegenüber feindlich geworden sei. Lukács Rekurs auf „das Leben“ weicht von der offiziellen sowjetischen Lesart ab, in der „das Leben“ eine Chiffre ist für „sowjetische Realität, die sich historisch-gesetzmäßig zum Sozialismus entwickelt“. Dagegen geht aus Lukács’ Formulierungen hervor, dass er sich mit „Leben“ vor allem auf die Qualität der Lebendigkeit bezieht, die er grundsätzlich durch moderne Tendenzen der Entfremdung gefährdet sieht, die sich in Verdinglichung und dem Zerreißen der „Ganzheit“ des Lebens niederschlage. Lukács spricht deswegen vom „Reichtum des Lebens“ („bogatstwo schisni“ oder „schisnennoje bogatstwo“), bisweilen in seinen deutschen Texten von „Schlauheit des Lebens“, wobei „Schlauheit“ für „Reichtum, Vielfältigkeit, Kompliziertheit, Widersprüchlichkeit“ steht. Ein Mangel des naturalistischen Abbilds liegt nach Lukács darin, dass es seiner Intention nach ein Rezeptionserlebnis begründet, das bestenfalls der Rezeption der abgebildeten Wirklichkeit entspricht, gerade in dieser Hinsicht aber mit der vielgestaltigen Wirklichkeit nicht konkurrieren kann. Deswegen plädiert Lukács dafür, dass Kunst die Wirklichkeit nicht kopiert, sondern in der Wirklichkeit vorhandene, aber verborgene Zusammenhänge so darstellt, dass sie dem Rezipienten unmittelbar erkennbar werden. Lukács zielt auf ein kunstvermitteltes Verständnis der Wirklichkeit, welches nicht durch das Lesen von Detailbeschreibungen oder gar Faktenaufzählungen verursacht werden könne. Vielmehr gehe es darum, dass der Leser die Entwicklung von Zusammenhängen miterlebt, und somit das Aufeinanderbezogensein gestalteter Gegenstände (darunter nicht zuletzt Darstellungen von Menschen) intuitiv nachvollziehe.
Nach Stalins Tod erklärte Lukács, er und seine Mitstreiter im Literaturny kritik hätten in „Opposition“ zu einer „Stalinsche[n] naturalistische[n] Orthodoxie“ gewirkt. Demnach handele es sich beim Literaturnyj kritik um eine inoffizielle Zeitschrift, die zu ihrer Zeit eine „literaturtheoretische Oppositionsrolle“ gespielt habe.

## Zur Frage nach dem offiziellen oder oppositionellen Status der Zeitschrift
Für die von Lukács und anderen ehemaligen Redakteuren behauptete Oppositionsrolle spricht, dass das offiziell verfügte Verbot des Literaturny kritik durch den Vorwurf motiviert war, in der Redaktion der Zeitschrift sei eine „parteifeindliche“ „Gruppe“ entstanden.
Oberflächlich lässt sich die Position des Literaturny kritik nicht eindeutig einer offiziellen oder inoffiziellen Richtung zuordnen. Lukács’ Theorie gründet auf einer radikalen Kritik moderner Lebensorganisation, die zumindest ihrer Logik nach auch die Modernisierungspolitik in der Sowjetunion der Stalinzeit meint. Durch das Abdrucken von Erzählungen des damals umstrittenen Schriftstellers Andrei Platonow gelingt es der Redaktion, Texte zu veröffentlichen, die in vorbildlichem Maße Lukács’ Theorie entsprechen und auch dessen radikal-kritische Dimension reflektieren. Zugleich veröffentlicht die Redaktion aber auch zahlreiche Artikel, die diese Kritik durch Verkürzung der Argumentation und Verharmlosung ihres Sinns affirmativ wenden.
Die großen Themen des  Literaturny kritik lassen sich zu dem Programm der narodnost (dt. etwa „Volkstümlichkeit“, „Volksverbundenheit“) zusammenfügen, das gerade auch von der offiziellen Literaturpolitik propagiert wurde. Der offizielle literaturpolitische Umschwung weg von der bisherigen „proletarischen“ Ausrichtung hin zur narodnost ist im Sinne eines damals neuinstallierten Sowjet-Patriotismus zu verstehen, der die politische Konsolidierung des jungen sowjetischen Staates propagandistisch und ideologisch absicherte. Im Zuge dieses politischen Umschwungs opponierte der Literaturny kritik zwar gegen zuvor gültige Dogmen, erweist sich in der historischen Rückschau aber vor allem als ein nützliches Publikationsorgan der offiziellen Literaturpolitik.